# Diogo Barbosa (cyclisme)
Pour les articles homonymes, voir Barbosa.
Diogo Barbosa, né le 13 juin 2000 à Porto, est un coureur cycliste portugais. Il est membre de l'équipe AP Hotels & Resorts-Tavira-SC Farense.

## Biographie
Diogo Barbosa est le fils de Cândido Barbosa, l'un des meilleurs cyclistes portugais de l'histoire,. Tout comme ce dernier, il s'intéresse au vélo depuis son plus jeune âge. Il prend sa première licence vers l'âge de onze ans. Sa carrière sportive débute dans un club amateur de Penafiel. 
En 2018, il évolue dans l'équipe junior de Vito-Feirense-BlackJack. Actif au niveau national, il s'impose sur la dernière manche de la Coupe du Portugal juniors. La même année, il se classe quatrième du Tour de Pampelune. Il est également sélectionné en équipe nationale. Après ses performances, il intègre la réserve de la formation Caja Rural-Seguros RGA, où il évolue durant deux saisons. 
En 2021 et 2022, il porte les couleurs de la structure américaine Hagens Berman Axeon, qui forme de jeunes coureurs. Son meilleur résultat est une troisième place au championnat du Portugal du contre-la-montre espoirs. Il signe ensuite un contrat avec l'équipe AP Hotels & Resorts-Tavira-SC Farense. Pour son retour dans son pays natal, il remporte une étape du Grande Prémio Jornal de Notícias en 2023. 
Durant l'été 2024, il se distingue au milieu des professionnels en terminant septième de son championnat national sur route et quinzième du Tour du Portugal.

## Palmarès et résultats

### Palmarès par année
- 2022
  - 3e du championnat du Portugal du contre-la-montre espoirs
- 2023
  - 7e étape du Grande Prémio Jornal de Notícias

### Classements mondiaux
| Année                                 | 2021  | 2022 | 2023 | 2024  |
| ------------------------------------- | ----- | ---- | ---- | ----- |
| Classement mondial                    | 1819e | nc   | nc   | 1613e |
| UCI Europe Tour                       | 1250e | nc   | nc   | nc    |
|                                       |       |      |      |       |
| Légende : nc = non classéSource : UCI |       |      |      |       |